# Belisana hormigai
Belisana hormigai är en spindelart som beskrevs av Huber 2005. Belisana hormigai ingår i släktet Belisana och familjen dallerspindlar.
Artens utbredningsområde är Thailand. Inga underarter finns listade.